# Lepadella mataca
Lepadella mataca är en hjuldjursart som beskrevs av José de Paggi 200. Lepadella mataca ingår i släktet Lepadella och familjen Lepadellidae. Inga underarter finns listade i Catalogue of Life.